# Tepa (rappeur)
Pour les articles homonymes, voir Tepa.
Patrick D'hondt, dit Tepa, né le 22 octobre 1971 à Lens et mort le 14 novembre 2019 à Villejuif, est un rappeur, vidéaste, animateur d'émissions-web et militant politique français.

## Biographie

### Enfance et jeunesse
Né à Lens, dans le Pas-de-Calais, d'un père flamand et d'une mère gabonaise, il grandit en Guyane jusqu'à l'âge de treize ans, puis part s'installer en métropole avec sa famille en région parisienne. Dès sa jeunesse, il s'intéresse à la musique, période durant laquelle il découvre le reggae, la soul, le funk, la musique afro et le rap dans les années 1980, pour lequel il va se passionner, via l'émission H.I.P. H.O.P. de Sidney et par le biais de son frère aîné Mysta D, qui est producteur de hip-hop,.
En 1990, il fréquente D.Abuz System, un groupe de hip-hop français fondé par son grand-frère et le rappeur Abuz. Il ne rappe pas encore et occupe le rôle de danseur et de backeur au sein du projet, puis fait ses premières scènes. En 1995, il fait la rencontre de Princess Aniès, une jeune rappeuse originaire du Val-d'Oise qui démarre dans la musique après avoir participé à une compilation hip-hop chez Barclay. Cette dernière, qui doit se produire en tournée, contacte D. Abuz System après avoir trouvé les coordonnées dans le magazine de musiques urbaines L'Affiche. Tepa lui propose alors de l'accompagner sur scène.

### Carrière musicale (1996–2009)

#### Débuts
Il commence à rapper au début des années 1990. Sa première apparition en tant qu’artiste solo date de 1996 sur la compilation Guet-Apens, qui est produite, entre autres, par Mysta D. Au cours des deux prochaines années, il travaille dans l’environnement de labels en tant que manager tels Nouvelle Donne ou Néochrome, puis enchaîne en parallèle les collaborations musicales avec D.Abuz System et Princess Aniès sur diverses compilations, dont celles de Cut Killer, ce qui lui permet de partir en tournée avec des groupes en plein essor comme Expression Direkt, et de rencontrer de nombreux rappeurs qui connaîtrons le succès la décennie suivante, dont Rohff et Kery James.

#### Les Spécialistes
En 1997, il fonde avec Princess Aniès le groupe Les Spécialistes et rejoignent le collectif Da System qui regroupent plusieurs rappeurs du milieu underground parisien. En mars 1999, ils réalisent en indépendant leur premier EP, Retour de l'enfer, grâce auquel ils se font repérer et obtiennent une licence en major chez BMG. Ils publient, la même année, leur premier album éponyme, Les Spécialistes. On retrouve d'anciens morceaux de leur précédent EP. Parmi les invités, sont notamment présents :  Dany Dan et Zoxea des Sages Poètes de la rue. L'album, produit par Mysta D, obtiendra le prix de « meilleure autoproduction de l'année » au festival XXL Performances. Le groupe est sans doute le premier duo mixte du rap français. Sans aucune promotion, l'album s'écoule à 20 000 exemplaires, et connaît un succès d'estime qui leur permet de s'installer dans le paysage hip-hop, où ils gagnent en notoriété.
Ils signent en 2003 sur IV My People, le label discographique du rappeur Kool Shen, et sortent l'album Reality Show en mai 2005. C'est notamment grâce à cet album que le groupe rencontre un certain succès. On retrouve notamment sur le projet le morceau La France. Ils feront les premières parties des concerts de Kool Shen dont l'Olympia, Les Francofolies, le Festival de Dour et le Zénith de Paris.

#### Carrière solo et Box Office
Tepa sort son premier projet solo en 2006, Dernier survivant. Par la suite, il prépare un album avec Atis, sous le nom de groupe Box Office. Lors d'une interview avec Abcdr du son en 2008, Tepa explique que le groupe est en « stand-by » citant ses projets solos ainsi que ceux d'Aniès. « Mais peut-être qu’un jour on fera comme Kool Shen, on se réunira [...] », explique-t-il.
En 2009, il publie son deuxième et dernier projet solo intitulé L’Œil ouvert, puis un album commun avec Atis, Ennemis d'État, avec comme nom de groupe Box Office, après lesquels il se retire un temps de la musique, au profit de la politique et du militantisme, et n'offre que quelques apparitions ponctuelles sur des compilations hip-hop.

### Militantisme et engagements politiques (2009–2017)
Tepa commence le militantisme politique en 2009 et s'intéresse dans un premier temps à l'association d'Alain Soral, Égalité et Réconciliation. Il s'en éloigne rapidement, trouvant les membres « trop d'extrême droite », puis rejoint l'Union populaire républicaine (UPR) le 22 janvier 2011, dans lequel il devient responsable départemental de la section Seine-Saint-Denis et réalise des captations audiovisuelles pour ce parti entre 2011 et 2013. Il prend ses distances avec le parti à l'automne 2013, « ne partageant pas l’un des points fondamentaux du mouvement qui consiste à refuser les débats clivants », selon l'UPR.
Il se présente dans la première circonscription de la Seine-Saint-Denis aux élections législatives de 2017 sous l'étiquette « écologiste », via le parti politique Alliance écologiste indépendante. Il réalise un score de 0,23 % au premier tour.

### Activités sur le web (2013–2019)

#### Meta TV
En mai 2013, il lance l'association Meta TV, une web-télévision dont la principale émission est La Libre antenne de Meta TV, animée par lui-même sur YouTube. Bien que Tepa aborde divers sujets, comme le paranormal à ses débuts, cette émission est principalement politique. Elle reçoit des écrivains et essayistes polémiques et est présentée comme étant patriote et « dissidente ».
Commence alors une carrière sulfureuse et controversée, qui lui vaudra des inimitiés tant chez ses anciens collègues rappeurs que chez ses nouveaux partenaires « anti-système ». En conséquence, cette émission est rapidement l'objet de critiques en raison de sa particularité de donner une parole libre à des invités, parfois inconnus du grand public, à l'idéologie contestée et souvent controversée, avec notamment des personnalités médiatiques tels Alain Soral, Thierry Meyssan ou Robert Faurisson, et de tous bords politiques, d'extrême gauche comme d'extrême droite, ce qui rend Meta TV polémique de par ses propos houleux tenus lors des entretiens. Les entretiens, qui durent plusieurs heures, se déroulent au domicile de Tepa. L'émission a pour slogan : « Si vous écoutez ce message, c'est que vous êtes la résistance ». Rudy Reichstadt relève la présence de contenus négationnistes sur son site et dans ses émissions, et voit en Tepa, un « compagnon de route du négationnisme ». Les Inrocks qualifient cette web-télévision, qui rencontre un certain succès sur internet, comme relevant du complotisme et baignant dans la « fachosphère ».

#### Patriote.info
En 2017, à la suite de différends d'ordre financier avec des membres de Meta TV, il quitte l'association et lance le média en ligne Patriote.info. Il propose plusieurs émissions politiques comme Libéré sur parole et Tepatriote, se déroulant depuis son salon, où il est question de longs échanges et débats, qu'il publie sur ce site et sur YouTube. Ses diverses chaînes YouTube de ses émissions sont suivies par plus de cent mille internautes et sont visionnées plusieurs centaines de milliers de fois.
En novembre 2018, il prend part au mouvement des Gilets jaunes.

#### Suspension de ses activités
Le 3 avril 2019, Tepa annonce sur les réseaux sociaux être atteint d'un cancer. Il arrête toutes ses activités le temps de son traitement, et lance un appel aux dons pour pouvoir suivre une thérapie de médecine non conventionnelle.

### Mort
Il meurt le 14 novembre 2019, à l'âge de 48 ans, des suites d'un cancer du côlon,, à Villejuif. De nombreuses personnalités du hip-hop lui rendent hommage, notamment Princess Aniès (qui est la première à annoncer publiquement son décès, sur Facebook), le journaliste rap Mehdi Maïzi ou Rockin' Squat. François Asselineau dit sa tristesse en n'omettant pas ses désaccords de fond et sa rupture avec l'Union populaire républicaine. Dieudonné, et de nombreux nationalistes saluent également sa mémoire. Un dernier hommage lui est rendu au funérarium de Villetaneuse le 20 novembre.

## Affaire judiciaire
En 2014, Robert Faurisson accorde un entretien pour Meta TV. Tepa et Robert Faurisson sont tous deux définitivement condamnés en 2018 pour des « propos négationnistes » qui sont tenus dans cette émission, à la suite d'une plainte déposée par la Ligue internationale contre le racisme et l'antisémitisme en 2016. Lors de son procès, Tepa estime que « le problème en France, c'est la LICRA ».

## Discographie

### Participations
- 1996 : Abuz, Delta, Kertra, Papifredo, Stor.K feat. Tepa – Apocalypse Now (sur la compilation Guet-Apens)
- 1996 : D.Abuz System, Papifredo, Ruben, feat. Tepa – Ne reste pas de glaces (sur la compilation Mixtape represent de Cut Killer)
- 1996 : Aimé, Mysta.D, Papifredo feat. Tepa – Au sommet de la gloire [remix] (sur la compilation Guet-Apens)
- 1997 : Tepa – Service du vice (sur la compilation Mixtape n°20 de Cut Killer et D.Abuz System)
- 1997 : Tepa – Lâche pas l'affaire (sur la compilation Mixtape n°20 de Cut Killer et D.Abuz System)
- 1997 : Mouch feat. Tepa – Débarquement (sur la compilation L'Invincible Armada de Mysta.D)
- 1997 : Abuz feat. Tepa – Aux armes (sur la compilation L'Invincible Armada de Mysta.D)
- 1997 : Tepa – Réalité (sur la compilation L'Invincible Armada de Mysta.D)
- 1997 : Tepa – La Terre promise (sur la compilation L'Invincible Armada de Mysta.D)
- 1997 : Les Spécialistes – La France meurt (sur la compilation My definition of Hip-Hop - French Flavor Vol.1 de DJ Enuff)
- 1997 : Tepa – La Gueule de l'emploi (sur la compilation My definition of Hip-Hop - French Flavor Vol.1 de DJ Enuff)
- 1997 : Stor.K, Princess Aniès, Abuz, Jean Michel feat. Tepa – J'avais rêvé (sur la compilation Into The Groove - Vol.8)
- 1997 : D.Abuz System feat. Les Spécialistes, Ruben, Stor.k, Weedy – Wesh, wesh (sur la compilation Nord vs. Sud de Don Scarper)
- 1997 : Les Spécialistes feat. D. Abuz System – La Grande Famille (sur la compilation Nouvelle Donne)
- 1998 : Stor.K, Ruben, Death B, Abuz feat. Tepa – Da System Freestyle (sur la compilation Ten Tape Commandments - Vol.10 de DJ Kost)
- 1998 : D.Abuz feat. Tepa – (sur la compilation Néochrome Mixtape Vol.1 du label Néochrome)
- 1998 : Smoothe Da Hustler, Hazza, feat. Tepa – Hustler's Theme [remix] (sur la compilation Illegal Mix de Jmdee)
- 1998 : L.I.M, Abuz, Princess Aniès, Samy, P'Youth, feat Tepa – Freestyle (sur la compilation Trop De Vibz - Quand Les Phazs Phuzz' de DJ Pray'One)
- 1998 : Aki, Atis, Amara, Princess Aniès feat. Tepa – Freestyle (sur la compilation Freestyle de DJ Tal)
- 1998 : Les Spécialistes feat. D. Abuz System – La Voix du peuple (sur la compilation Opération freestyle de Cut Killer)
- 1999 : Les Spécialistes feat. Scred Connexion – Freestyle (sur la compilation Néochrome Vol.2)
- 1999 : Princess Aniès, Colaps, Supa, Nixxi Vermine, Abuz feat. Tepa – Freestyle n°2 (sur la compilation Deal With It de DJ Size)
- 1999 : D. Abuz System feat. Les Spécialistes – Unifiés (sur l'album Le syndikat de D. Abuz System)
- 2000 : Nid 2 Serpents feat. Les Spécialistes – Crever l'abcès (sur l'album Reptations du Nid 2 Serpents)
- 2001 : Dalichar, Jimmy Offa feat. Tepa – Passé, présent, futur (sur la compilation Passé, présent, futur de Ben's World)
- 2002 : Princess Aniès, Alpha feat. Tepa – Freestyle (sur la compilation Le son qui... tape ! de La Meute)
- 2002 : Tepa – Black Vador (sur la compilation A la one again de DJ Fredi)
- 2002 : Aki La Machine, Atis feat. Tepa – No Title (sur la compilation Mizo Point)
- 2002 : Les Spécialistes feat. Haroun, Sniper, Zoxea – Hip-Hop citoyens
- 2002 : Les Spécialistes feat. Amara, Atis – Freestyle (sur la mixtape Violences urbaines de LIM)
- 2002 : Les Spécialistes – On s'est fait tout seul (sur la mixtape Liberté d'expression - vol.3)
- 2003 : Notta Kyl, Aki feat. Tepa – Untitled (sur la compilation 160 minutes de Rap de Label Rouge)
- 2004 : Flynt, Aki La Machine, Atis feat. Tepa – Dossart 18 (sur la compilation Pousse à fond de DJ Beeb's, DJ R2D2 et DJ Tactik)
- 2004 : Tepa – Merci à vous (sur la compilation Liberté d'expression 2 de La Conscience)
- 2005 : Stor.K, Sami, Aki La Machine, Adn feat. Tepa – Bavures policières (sur la compilation Neochrome Collector du label Néochrome)
- 2005 : Aki feat. Tepa – C'est le B.O.X (sur la compilation Microphone Danger de DJ Akil et D.Syde)
- 2005 : Les Spécialistes feat. Ärsenik – Au nom de la foi (sur la compilation Neochrome - vol.3)
- 2005 : Les Spécialistes – Mélodie en sous-sol (sur l'album IV My People Mission de IV My People)
- 2006 : Box Office – Tiens ta langue (sur la compilation La Dalle au mic du label Talents Fâchés)
- 2006 : Tepa – Original box office (sur la compilation Underground Connexion)
- 2006 : Aki, Ahmed Koma feat. Tepa – Personne n'y gagne (sur la compilation Des hauts et des bas de DJ Veekash)
- 2008 : Tepa – Têtes de parisien (sur la compilation Département 75)
- 2008 : Insolan feat. Tepa – Au fil du temps (sur la compilation Attaques verbales)
- 2009 : Princess Aniès, Moerdock, Amara, Atis feat. Tepa – Le Prix de la liberté (sur la compilation Les voies de la liberté)
- 2010 : Atis, Aki La Machine, Harry Steed, Dotty feat. Tepa – Pas assez de vérité (sur la compilation Hunter Poles - vol.2 de Asom)
- 2010 : Tepa – Maître du crime (sur la compilation Puissance Rap spécial)
- 2011 : Tepa – Quenelles de Septembre (sur la compilation des Cendres aux Enfers - Chapitre 1)
- 2011 : Atis, Amara, Princess Aniès feat. Tepa – 2002, one shot et une seule piste (sur la compilation La K7 de DJ Tal)
- 2015 : Tepa – Ma cause (sur la compilation Le Rap Français vu de Pologne)
- 2018 : Kroc Blanc, Le Maréchal feat. Tepa – Dégâts (sur l'album Echo de Kroc Blanc)[20]

## Résultats électoraux

### Élections législatives
| Année | Circonscription                               | 1er tour | 1er tour | Rang         | Étiquette  | Issue |
| Année | Circonscription                               | Voix     | %        | Rang         | Étiquette  | Issue |
| ----- | --------------------------------------------- | -------- | -------- | ------------ | ---------- | ----- |
| 2017  | Première circonscription de Seine-Saint-Denis | 52       | 0,23     | 19e (sur 21) | Ecologiste | Battu |

## Internet

### Émissions-web
- 2013 – 2017 : La Libre antenne de Meta TV
- 2017 – 2019 : Libéré sur parole
- 2018 – 2019 : Tepatriote